# Liutperto
Liutperto (o Liutberto; Pavia?, ... – Pavia?, 702) è stato re dei Longobardi e re d'Italia dal 700 al 701 e, in una seconda fase, dal 701 al 702.

## Biografia

### Il primo regno
Ancora minorenne alla morte del padre Cuniperto (700), quando salì al trono fu affiancato dal tutore Ansprando, duca di Asti. Immediatamente insorse Ragimperto, duca di Torino e anche lui esponente della dinastia Bavarese, che affrontò presso Novara le truppe di Ansprando e del suo alleato Rotarit, duca di Bergamo. Ragimperto vinse e depose Liutperto, dopo appena otto mesi di regno, agli inizi del 701.

### Il secondo regno
Ragimperto morì alla fine di quello stesso 701 lasciando il trono al figlio Ariperto II, che aveva già associato. Ansprando e Rotarit reagirono immediatamente e imprigionarono Ariperto, restituendo il trono a Liutperto. Ariperto, tuttavia, riuscì a fuggire e a scontrarsi con i tutori del suo antagonista. Nel 702 circa  Ariperto li sconfisse presso Pavia, imprigionò Liutperto e occupò il trono. Egli sconfisse una coalizione, facente capo formalmente a Liutperto, composta da Ansprando, che fuggì sull'isola Comacina, Atone, Tatzone, Rotarit e Faraone. Poco dopo stroncò definitivamente l'opposizione di Rotarit, già sconfitto, e fece uccidere Liutperto, affogato durante un bagno.
Le fonti tacciono su dove venne sepolto, ma probabilmente venne sepolto nella chiesa di San Salvatore come i suoi antenati.